# Ондржей Сукуп
Ондржей Сукуп (на чешки: Ondřej Sukup) е чешки футболист, който играе на поста десен бек. Състезател на Ходонин.

## Кариера
Преди това е играл за Зноймо, Сигма Оломоуц, Баник (Острава) и Черно море.

## Успехи
Збройовка
- Типспорт лига (1): 2019